# ألف وود
ألف وود (بالإنجليزية: Alf Wood)‏ (14 مايو 1915 في المملكة المتحدة - 1 ديسمبر 2001 بكوفنتري في المملكة المتحدة) هو مدرب كرة قدم ولاعب كرة قدم بريطاني (وحمل سابقاً جنسية المملكة المتحدة لبريطانيا العظمى وأيرلندا) في مركز حراسة المرمى. لعب مع كوفنتري سيتي ونادي نورثامبتون تاون.